# Рэдиссон Блю Карлтон (отель, Братислава)

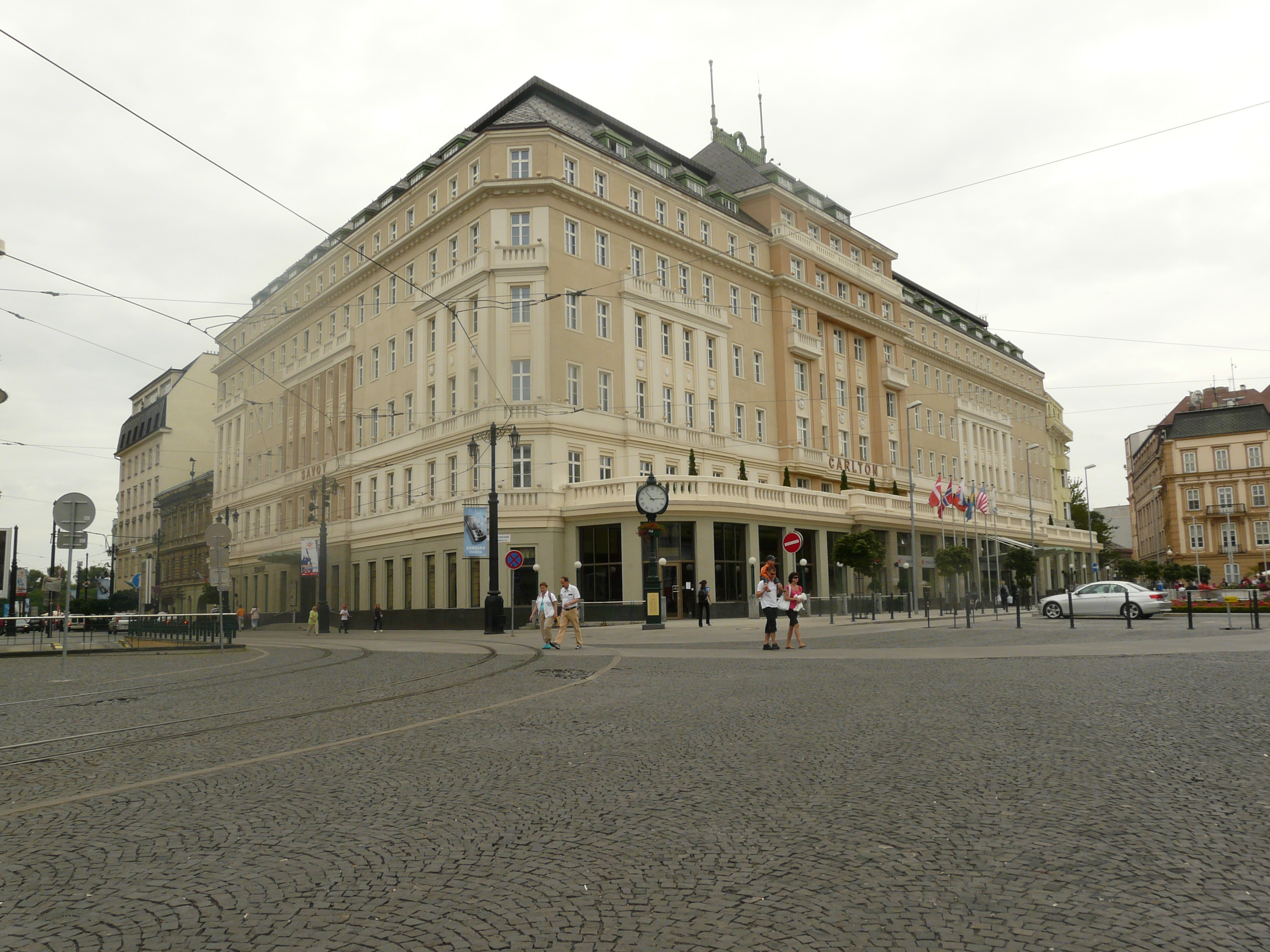
Отель «Рэдиссон Блю Карлтон»

Отель «Рэдиссон Блю Карлтон» (англ. Hotel Radisson Blu Carlton, ранее Отель Карлтон/Hotel Carlton) — один из самых роскошных и самых дорогих отелей в Братиславе, отель категории **** (четыре звезды), расположен в историческом центре города по адресу площадь Гвездослава, д.3 в непосредственной близости от исторического здания Словацкого национального театра и здания Редуты (где размещается Словацкая филармония).

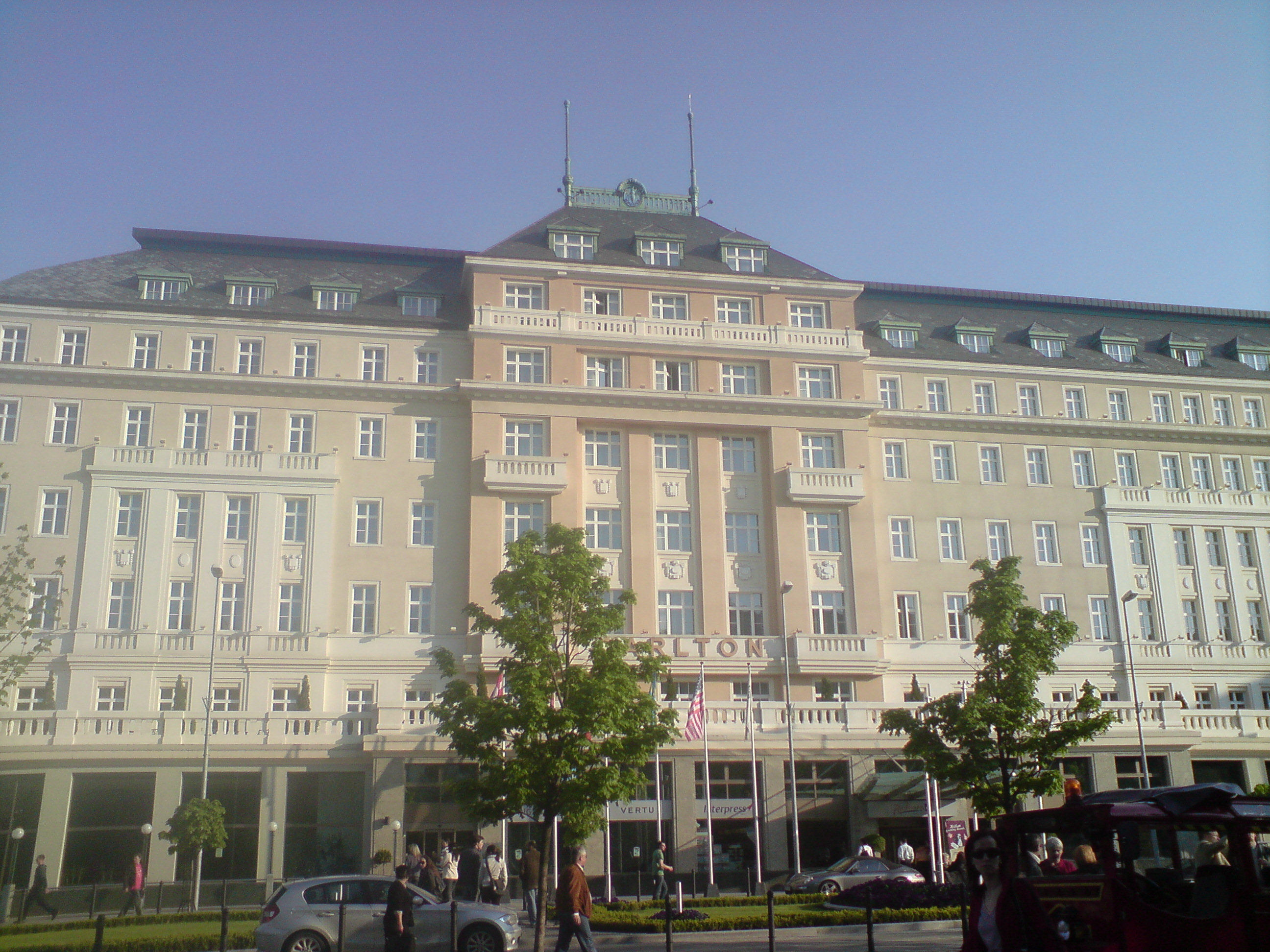
Передний фасад отеля

## История
На месте отеля уже в 13 веке стоял трактир «У лебедя», а с 1760 года — трактир «У трёх зелёных деревьев» (словацк. U troch zelených stromov, нем. Zu den 3 grünen Bäumen). Трактир в 1838 году купил директор первой Венгерской братиславско-трнавской железной дороги Йоханн Леви. Он же в 1844-1846 годах отдал распоряжение перестроить отель по проекту Игнаца Файглера младшего и переименовал его в отель «У зелёного дерева». Из первоначального двухэтажного здания таким образом возникло трёхэтажное, с двумя крыльями дворов и классицизирующим фасадом. С 1905 года в здании гостиницы находился первый в Словакии (в Верхней Венгрии) кинотеатр под названием Электробиоскоп.
С 1857 года хозяином отеля стал известный виноторговец Якуб Палудяи, который ещё с 1849 года владел кафе в этом отеле. Представители семьи Палудяи были управляющими отеля под названием «К зелёному дереву» вплоть до 1912 года.
С 1860 года по статности с отелем «Девин» стал конкурировать находящийся рядом отель «Националь» с кафе «Савой», который в 1908 году у Франца Шпенедера перекупил Генрих Прюгер, в 1903-1909 годах служивший управляющим отеля Савой в Лондоне. В 1911 году он же купил дом Гервая, а в 1912 году, после смерти Карола Палудяя, и отель «У зелёного дерева». Все три объекта в 1912-1913 годах он приказал перестроить, благодаря чему возник гостиничный комплекс «Савой-Карлтон», открытый для гостей в июне 1913 года. Название «Карлтон» появилось путём сокращения имён предыдущих владельцев — Карола Палудяя (Карл) и его супруги Антонии (Тон-ка). 5 октября 1913 года кинотеатр Электробиоскоп переехал из отеля на другую сторону площади, где работает и по сегодняшний день под названием «Младость».
Крупнейшая перестройка отеля прошла в период с 1925 по 1929 год по проекту Милана Михала Гарминца. Все три здания были объединены в единый блок, было достроено четыре этажа, появился единый фасад и характерная высокая крыша.
В 80-х годах 20 столетия здание отеля настолько обветшало, что отелю пришлось приостановить свою деятельность. После реконструкции и перестройки он в октябре 2001 года вновь открыл свои двери.